# Милан Пантић
Милан Пантић (Драгово, код Рековца, 18. децембар 1954 — Јагодина, 11. јун 2001) је био српски новинар из Јагодине који је убијен 11. јуна 2001. под неразјашњеним околностима.

## Биографија
Милан Пантић је рођен 18. децембра 1954. у Драгову у општини Рековац. Новинарску каријеру започео је у недељнику „Нови пут”, а након тога је постао дописник Вечерњих новости из Поморавља. Као дописник Вечерњих новости писао је о актуелним темама, као и о општем и привредном криминалу у Јагодини и Поморавском округу.

## Убиство
Пантић је убијен на улазу у зграду у којој је живео у улици Бранка Радичевића у Јагодини, око 8 сати ујутру 11. јуна 2001. Убијен је „ударцима тупим предметом у главу” док се враћао из продавнице. Полиција је након убиства расписала награду од 300.000 марака, али убица није пронађен. Током истраге проверено је више од 2.000 људи и обављено неколико стотина разговора. Министар унутрашњих послова Србије Ивица Дачић изјавио је у јуну 2012. да му није познато да постоје нови детаљи у истрази о убиству Пантића.

## Комеморација
Један од тргова у Јагодини носи име Милана Пантића. Трг је отворен 11. јуна 2010, на девету годишњицу убиства.

### Награда „Милан Пантић”
Компанија „Новости” у знак сећања на убијеног дописника додељује награду за новинарску храброст „Милан Пантић“. Досадашњи добитници награде су новинари Југослав Ћосић, Живојин Ракочевић, Мишо Ристовић, Никола Врзић, Владимир Митрић, Загорка Ускоковић, Драгана Зечевић, Дарко Димитријевић, Бранко Станковић, Рикардо Јакони, Александра Делић, Андрија Игић., Драгана Сотировски и Владимир Банић.